# Vasile cel Mare

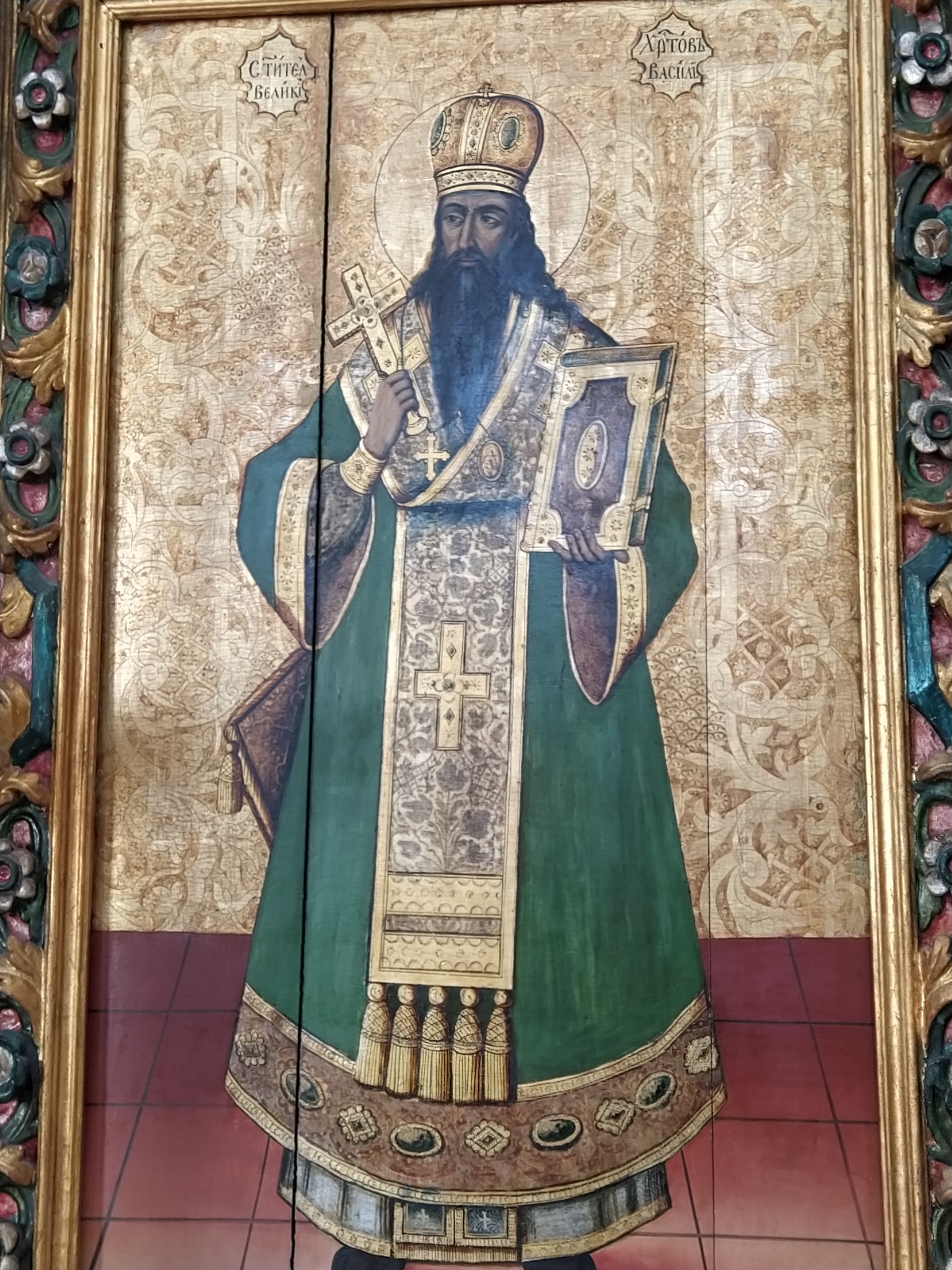
Sf. Vasile cel Mare, iconostasul Catedralei din Blaj, 1765.

Sfântul Vasile cel Mare, icoană pictată pe lemn, 1786.

Vasile din Cezareea Cappadociei, cunoscut sub numele Vasile cel Mare (n. 329 sau 330, Caesarea, Imperiul Roman – d. 379 d.Hr., Caesarea, Imperiul Roman) a fost un arhiepiscop din secolul al IV-lea, considerat doctor al Bisericii și unul din cei trei arhiepiscopi de seamă, răsăriteni, ai Bisericii Ortodoxe, alături de Grigore de Nazianz („Teologul”) și Ioan Gură de Aur.

## Viața și activitatea
Sfântul Vasile, episcopul Cezareei, este unul dintre cei mai importanți părinți ai bisericii ortodoxe și unul dintre cei mai mari teologi creștini. S-a născut în Pont în jurul anului 329 și a murit în Cezareea în ziua de 1 ianuarie 379.
Provenea dintr-o familie creștină binecunoscută; tatăl său Sfântul Vasile cel Bătrân a fost un renumit învățător în Pont, iar sora sa Macrina și fratele său Grigore din Nyssa au devenit de asemenea sfinți.
Sfântul Vasile cel Mare  a studiat la Cezareea, la Constantinopol și Atena, remarcându-se încă de tânăr prin profunde cunoștințe în filosofie, astronomie, geometrie, medicină și retorică. La Atena a legat o strânsă prietenie cu Grigore de Nazianz, care a fost întotdeauna impresionat de inteligența și spiritul său profund. Sfântul Vasile s-a retras pentru scurt timp în Neocezareea.
Sub influența sorei sale Sfânta Macrina, Sfântul Vasile se apropie mai mult de biserică, iar episcopul Cezareei, Dianius, care îl aprecia deosebit de mult, îl încurajează să accepte o slujbă bisericească. În căutarea căilor spre perfecțiune, Vasile vizitează multe mănăstiri din Egipt, Siria, Palestina și Mesopotamia. La întoarcerea în Pont el înființează o mănăstire pe malul Iris-ului. Scrierile sale din acea perioadă pun bazele vieții monahale sistematice și de aceea Sf. Vasile este considerat părintele monahismului oriental.
După moartea lui Dianius, Eusebiu devine episcop și, la rândul său, încearcă să-l convingă pe Vasile să devină preot; în cele din urmă îi oferă o înaltă slujbă în cadrul episcopiei, care îi dă ocazia să-și arate în plenitudine deosebitele sale calități spirituale și intelectuale. În acest timp, Sf. Vasile exercită o mare influență atât în rândul conducătorilor imperiului cât și al populației și clerului.
El începe o aprigă polemică împotriva arianismului și a altor mișcări eretice. La 14 iunie 370 Sf. Vasile este ales episcop al Cezareei, cel mai important susținător al său fiind Grigore de Nazianz. În această înaltă funcție, el era totodată mitropolit al Cappadociei și exarh al Pontului, autoritatea sa întinzându-se între Balcani, Mediterană, Marea Egee și până la Eufrat. Vasile a depus multe eforturi în organizarea bisericii și a luptat pentru drepturile clerului, totodată punând un mare accent pe temeinica pregătire canonică și spirituală a preoților.
O mare atenție a acordat Sfântul Vasile păturii sărace și a celor oprimați, inițiind nenumărate acte de caritate. Începând din anul 373 o serie de evenimente întristează viața sa, începând cu moartea fratelui său Grigore și ruptura cu Grigore de Nazianz. La acestea se adaugă situația generală din Imperiul Roman și atacurile goților. Sfântul Vasile moare în anul 379, iar la înmormântarea sa participă mulți creștini, evrei, păgâni, localnici și străini, ca dovadă a marii sale popularități.
Scrierile sale au o mare importanță teologică și au fost traduse pe tot globul. Sfântul Vasile a scris câteva cărți împotriva lui Eunomie și a arianismului în general, în care apără teza Trinității. În De Spiritu Sancto, Sfântul Vasile tratează chestiunea Sfântului Duh și combate anumite mișcări din Macedonia care negau existența Duhului Sfânt. El a scris de asemenea un mare număr de lucrări exegetice despre Psalmi, Isaia și Iov, 24 de predici și a ținut multe discursuri. Alte importante scrieri ale sale sunt: Regulile Monahale, Moralele, Despre Judecata lui Dumnezeu, Despre Religie și 366 de epistole, multe cu caracter dogmatic iar altele apologetice.
Alte importante scrieri sunt Liturghia Sfântul Vasile cel Mare și Moliftele Sfântului Vasile cel Mare.
Sfântul Vasile este unul dintre „Cei Trei Cappadocieni” (alături de Grigore de Nyssa și Grigore de Nazianz) fiind totodată și cel mai important dintre ei.
Sfântul Vasile este serbat pe data de 1 ianuarie și de asemenea pe 30 ianuarie împreună cu Sfântul Ioan Gură de Aur (Hrisostom) și Sfântul Grigore de Nazianz (Sfinții Trei Ierarhi - sărbătoare în memoria acestor trei mari sfinți și teologi ortodocși).